# Progress Party (Ghana)
Die Progress Party (PP) war eine politische Partei in Ghana während der zweiten Republik. 

## Inhaltliches Profil
Die Progress Party war die Nachfolgepartei der United Party, die ihrerseits aus der Ghana Congress Party hervorging. Die Ghana Congress Party setzte sich im Wesentlichen aus Teilen der gespaltenen United Gold Coast Convention zusammen und stellt somit einen wesentlichen Schlüsselpunkt zur Begründung der Danquah-Busia-Tradition dar. Selbst im heutigen Zwei-Parteiensystem Ghanas wirken noch immer die beiden gegensätzlichen Strömungen der PP mit der Danquah-Busia-Sichtweise und auf der anderen Seite der Nkrumahristen. Die Nkrumahristen gelten als sozialistische Grundströmung im Land.
Die Ausrichtung der bürgerlich-liberalen Danquah-Busia-Tradition ist daher eher im rechten Parteienspektrum zu finden. Im Wesentlichen verfolgte diese politische Richtung in Ghana und damit auch die UP das Mehrparteiensystem, die Freie Marktwirtschaft, Volkssouveränität und rechtsstaatliche Grundsätze. Wesentlichen Rückhalt hatte die PP im Volk der Aschanti, der größten Volksgruppe in Ghana.

## Mitglieder und Wahlergebnisse
Vorsitzender der Progress Party war Kofi Abrefa Busia, der die Progress Party im Gründungsjahr der Partei bei den Wahlen vom 29. August 1969 mit 105 von 140 Sitzen (ca. 58,7 Prozent der Wählerstimmen) in der Nationalversammlung (National Assembley) zur Regierungspartei machte. Nach dem Militärputsch von Ignatius Kutu Acheampong am 13. Januar 1972 wurde die gültige Verfassung Ghanas außer Kraft gesetzt und ein allgemeines Parteienverbot erlassen. Die Progress Party war hiervon ebenfalls betroffen und wurde aufgelöst.
Der ehemalige Präsident Ghanas John Agyekum Kufuor war als Mitglied der Progress Party Mitglied der Regierung Busia und Gründungsmitglied der PP.